# 風の棋士ショウ
『風の棋士ショウ』（かぜのきしショウ）は、武村勇治による将棋を題材とした漫画作品。将棋監修は棋士の森内俊之。

## 概要
小学館の学年別学習雑誌『小学五年生』および『小学六年生』（小学館）にて2008年4月号から2009年3月号まで連載された。単行本は2008年10月時点でてんとう虫コミックススペシャルとして1巻が刊行されている。作者である武村にとって、初の小学館の学習雑誌連載作品である。
作中の棋譜は全て森内による創作、監修である。『小学六年生』掲載および小学館の本作品公式サイトでの詰将棋は森信雄が担当している。2009年1月に行われた第6回小学館学年誌杯争奪全国小学生将棋大会のイメージキャラクターとなった。

## あらすじ
文明が滅んで数百年後、主人公ショウは遺跡の下より将棋盤、駒、本を見つけ出す。村の長老より『将棋の頂点を目指した者は、聖域「ショウギカイカン」におもむいた』という言い伝えを聞き、聖域を目指す旅に出る。

## 登場人物
ショウ
本作の主人公の少年。父親の形見のゴーグルを通して駒の声を聞いたり、姿を見ることが出来る。
ガマ
ショウの悪友。ショウとともに聖域を目指す旅に出る。
ジュリ
聖棋士の紅一点。勝率は聖棋士中最低だが、それでもショウがそれなりに苦戦していたことから実力は確かなもの。ハート型の囲いを作る「ラブアタック」戦法を得意とする。終盤、仲間の1人であるゴレムがロボットだったことを知った際、かなり動揺していた。
ニト
聖棋士の1人。勝率は聖棋士中4番目。普段はボール型だが、将棋を指すときには手足を出す。穴熊戦法を得意とする。
タカ
聖騎士の1人。勝率は聖棋士中3番目(ただしニト曰く、「自分よりも1勝多いだけ」)。相手の飛車を奪い、手駒にして攻める二枚飛車戦法を得意とする。
ゴレム
聖棋士の1人で、勝率は聖棋士中2番目。だがジュリに顔を殴られた際、その正体はロボットで、さらにアポロの発言から「聖棋士王の機械」だったことが判明する。
アポロ
聖棋士の1人で、聖棋士中最高勝率。
聖棋士Jr.たち
聖棋士の補欠的存在で定員20人。ショウとガマもこの地位に入る。実力が低い者から脱落していく掟があり、ショウとガマが入った際にも2人が強制脱落している。先輩の聖棋士Jr.たちは初めは成り上がり者のショウを見下していたが、聖棋士達を次々倒すショウを見て次第に実力を認めるようになり、ショウーゴレム戦ではショウに声援を送っている。

## 書誌情報
- 武村勇治『風の棋士ショウ』小学館〈てんとう虫コミックススペシャル〉
  1. ISBN 978-4091407207 2008年11月2日、小学館

## 関連作品
- 駒魂伝!（作:矢沢柴） - 2009年4月号-2010年3月最終号まで連載
- うちゅうの王 - 2007年4月号-2008年3月号まで連載
- マサルの一手!（作:村川和宏） - 2002年11月号-2006年2月号まで連載